# Bisfenoid
În geometrie un bisfenoid (din greacă σφηνοειδής, în formă de pană) este un tetraedru ale cărui patru fețe sunt triunghiuri ascuțite congruente. Poate fi descris și ca un tetraedru în care fiecare pereche de laturi opuse au lungimi egale. Alte nume pentru această formă sunt
sfenoid,,
tetraederu isoscel,
izotetraedru, tetraedru aproape regulat,
tetraedru echifacial și
tetramonoedru
Toate unghiurile solide și figurile vârfurilor unui bisfenoid sunt aceleași, iar suma unghiurilor fiecărei fețe este egală cu 180°. Totuși, un bisfenoid nu este un poliedru regulat, deoarece, în general, fețele sale nu sunt poligoane regulate, iar laturile sale pot avea două sau trei lungimi diferite.

## Cazuri particulare și generalizări
Dacă fețele unui bisfenoid sunt triunghiuri echilaterale, acesta este un tetraedru regulat, cu simetrie tetraedrică, Td, deși aceasta este nu se numește în mod normal „bisfenoid”. Când fețele unui bisfenoid sunt triunghiuri isoscele, acesta se numește „bisfenoid tetragonal”. În acest caz are simetrie diedrală D2d.
Un sfenoid cu fețe în formă de triunghiuri scalene este numit „bisfenoid rombic” și are simetrie diedrală D2. Spre deosebire de bisfenoidul tetragonal, bisfenoidul rombic nu are simetrie de reflexie, deci este chiral.
Atât bisfenoizii tetragonali, cât și bisfenoizii rombici sunt izoedre: pe lângă faptul că sunt congruente, toate fețele lor sunt și simetrice între ele.
Nu este posibilă construcția unui bisfenoid cu fețe în formă de triunghi dreptunghic sau obtuz. Când triunghiurile dreptunghice sunt alipite împreună în modelul unui bisfenoid, ele formează o figură plană (un dreptunghi dublu acoperit) care nu are volum. Când triunghiurile obtuze sunt alipite, suprafața rezultată poate fi pliată pentru a forma un bisfenoid (conform teoremei de unicitate a lui Alexandrov⁠(d)), dar unul cu fețe în formă de triunghi ascuțit și cu laturi care în general nu se suprapun cu laturile triunghiurilor obtuze.
Încă două tipuri de tetraedru sunt generalizări ale bisfenoidului și au denumiri similare:
- bisfenoidul digonal, cu fețe cu două forme diferite, ambele ca triunghiuri isoscele, cu câte două fețe din fiecare formă;
- bisfenoidul rombic, cu fețe cu două forme de triunghiuri scalene.

Bisfenoizii pot fi, de asemenea, priviți ca antiprisme diagonale sau ca prisme patrulatere alternate.

## Caracterizări
Un tetraedru este un bisfenoid dacă și numai dacă paralelipipedul circumscris este paralelipiped dreptunghic.
O altă caracterizare afirmă că dacă d1, d2 și d3 sunt perpendicularele comune dintre AB și CD, AC și BD, respectiv AD și BC într-un tetraedru ABCD, atunci tetraedrul este un bisfenoid dacă și numai dacă d1, d2 și d3 sunt perpendiculare reciproc.
De asemenea, un tetraedru este un bisfenoid dacă și numai dacă centrele sferei circumscrise și al sferei înscrise coincid.
Bisfenoizii sunt singurele poliedre care au infinit de multe geodezice închise care nu se intersectează. Pe un bisfenoid, toate geodezicele închise nu se intersectează.
Bisfenoizii sunt tetraedre în care toate cele patru fețe au același perimetru, tetraedre în care toate cele patru fețe au aceeași arie, și tetraedre în care deficitele unghiulare ale tuturor celor patru vârfuri sunt egale cu π. Ele sunt poliedre care au o desfășurată în formă de triunghi ascuțit, împărțit în patru triunghiuri asemenea prin segmente care leagă punctele mijlocii ale laturilor.

## Mărimi asociate
Volumul unui bisfenoid cu laturile opuse de lungime l, m și n este dat de
{\displaystyle V={\sqrt {\frac {(l^{2}+m^{2}-n^{2})(l^{2}-m^{2}+n^{2})(-l^{2}+m^{2}+n^{2})}{72}}}.}
Sfera circumscrisă are raza
{\displaystyle R={\sqrt {\frac {l^{2}+m^{2}+n^{2}}{8}}}}
iar sfera înscrisă are raza
{\displaystyle r={\frac {3V}{4T}}}
unde V este volumul bisfenoidului și T este aria oricărei fețe, care este dată de formula lui Heron.
Există, de asemenea, următoarea relație care leagă volumul și raza sferei circumscrise:
{\displaystyle \displaystyle 16T^{2}R^{2}=l^{2}m^{2}n^{2}+9V^{2}.}
Pătratele lungimilor bimedianelor sunt
{\displaystyle {\tfrac {1}{2}}(l^{2}+m^{2}-n^{2}),\quad {\tfrac {1}{2}}(l^{2}-m^{2}+n^{2}),\quad {\tfrac {1}{2}}(-l^{2}+m^{2}+n^{2}).}

## Faguri și cristale

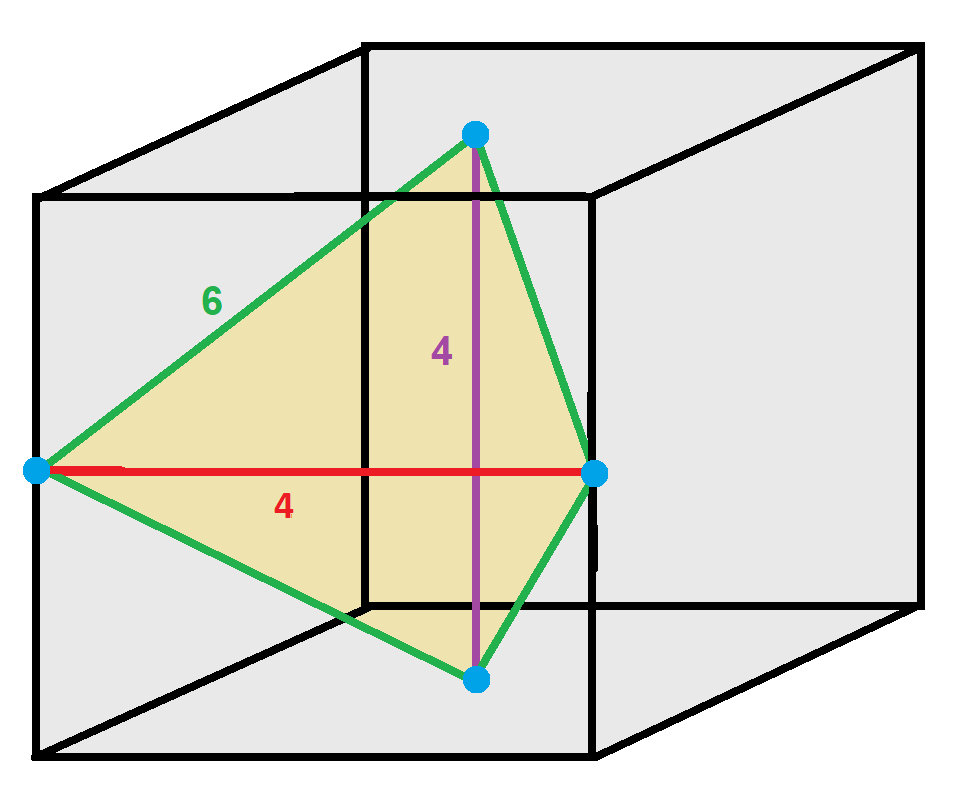
Un bisfenoid care umple spațiu în interiorul unui cub. Unghiul diedru dintre perechile de fețe care se intersectează pe laturile roșii este de 90°, iar unghiurile diedre dintre celelalte fețe sunt de 60°

Unii bisfenoizi tetragonali pot forma faguri. Bisfenoidul ale cărui patru vârfuri sunt (-1, 0, 0), (1, 0, 0), (0, 1, 1) și (0, 1, -1) este un astfel de bisfenoid. Fiecare dintre cele patru fețe ale sale este un triunghi isoscel cu muchii de lungimi √3, √3 și 2. Poate tesela spațiul pentru a forma un fagure bisfenoid tetragonal⁠(d). După cum descrie Gibb, poate fi pliat fără tăiere sau suprapunere dintr-o singură coală de hartie A4.
Bisfenoidul este folosit și pentru a descrie două forme de cristale:
- O formă de cristal în formă de pană în sistemele tetragonal sau ortorombic. Are patru fețe triunghiulare care sunt asemănătoare și care corespund în poziție cu fețele alternate ale bipiramidei tetragonale sau ortorombice. Este simetric în raport cu fiecare dintre cele trei axe de simetrie reciproc perpendiculare în toate clasele, cu excepția celei bisfenoidal-tetragonale, în care forma este generată de o axă de simetrie tetradă (simetrie după patru axe) inversă.
- O formă cristalină delimitată de opt triunghiuri scalene dispuse în perechi, constituind un scalenoedru tetragonal.

## Alte utilizări
Un număr par de bisfenoizi tetragonali atașați cap la cap într-un inel formează un caleidociclu, o jucărie de hârtie care se poate răsuci în jurul unei axe inelare.